# Droga wojewódzka 733
Die Droga wojewódzka 733 (DW 733) ist eine 61 Kilometer lange Droga wojewódzka (Woiwodschaftsstraße) in der polnischen Woiwodschaft Masowien, die Zakrzew mit Karszówka verbindet. Die Strecke liegt im Powiat Radomski und im Powiat Zwoleński.

## Streckenverlauf
Woiwodschaft Masowien, Powiat Radomski
-  Zakrzew (DW 740)
- Zakrzew-Kolonia
- Golędzin
- Chruślice
- Kowala-Duszocina
-  Wolanów (DK 12)
- Garno
- Waliny
-  Augustów (DK 7)
- Kowala
-  Parznice (DW 744)
-  Romanów (DW 744)
-  Maliszów (DW 744)
- Józefów
- Chomentów-Puszcz
-  Skaryszew (DK 9)
- Kobylany
- Odechów

Woiwodschaft Masowien, Powiat Zwoleński
- Zakrzówek-Kolonia
- Rawica
- Tczów
- Borki

Woiwodschaft Masowien, Powiat Radomski
-  Karszówka (DK 12)